# NGC 794
NGC 794 = IC 191 ist eine linsenförmige Galaxie vom Hubble-Typ E/S0 im Sternbild Widder auf der Ekliptik. Sie ist rund 371 Millionen Lichtjahre von der Milchstraße entfernt und hat einen Durchmesser von etwa 130.000 Lichtjahren.
Entdeckt wurde das Objekt am 15. Oktober 1784 vom deutsch-britischen Astronomen William Herschel.